# Санта-Катарина (муниципалитет Гуанахуато)
Санта-Катарина (исп. Santa Catarina) — муниципалитет в Мексике, штат Гуанахуато, с административным центром в одноимённом городе. Численность населения, по данным переписи 2010 года, составила 5120 человек.

## Общие сведения
Название Santa Catarina дано в честь Святой Катарины.
Площадь муниципалитета равна 195 км², что составляет 0,64 % от общей площади штата. Он граничит с другими муниципалитетами штата Гуанахуато: на севере с Хичу, на юго-западе с Тьерра-Бланкой, на западе с Викторией, а также на востоке граничит с другим штатом Мексики — Керетаро.

## Учреждение и состав
Муниципалитет был образован в 1885 году, в его состав входит 42 населённых пункта, самые крупные из которых:
| Код INEGI | Населённый пункт                                                | Численность населения (2005 год) | Численность населения (2010 год) |
| --------- | --------------------------------------------------------------- | -------------------------------- | -------------------------------- |
| 034       | Всего                                                           | 4544                             | 5120                             |
| 0001      | Санта-Катарина (исп. Santa Catarina) (административный центр)   | 1319                             | 1463                             |
| 0032      | Эль-Таблон (исп. El Tablón) 21°08′06″ с. ш. 100°04′39″ з. д.    | 262                              | 326                              |
| 0022      | Паредес (исп. Paredes) 21°12′49″ с. ш. 100°05′44″ з. д.         | 306                              | 323                              |
| 0018      | Лас-Лимитас (исп. Las Limitas) 21°08′21″ с. ш. 100°03′06″ з. д. | 84                               | 266                              |
| 0021      | Ортега (исп. Ortega) 21°07′49″ с. ш. 100°01′00″ з. д.           | 218                              | 242                              |

## Экономика
По статистическим данным 2000 года, работоспособное население занято по секторам экономики в следующих пропорциях: сельское хозяйство, скотоводство и рыбная ловля — 28,2 %, промышленность и строительство — 29,7 %, сфера обслуживания и туризма — 37,1 %, прочее — 5 %.

## Инфраструктура
По статистическим данным 2010 года, инфраструктура развита следующим образом:
- электрификация: 88,3 %;
- водоснабжение: 92,1 %;
- водоотведение: 67 %.

## Фотографии

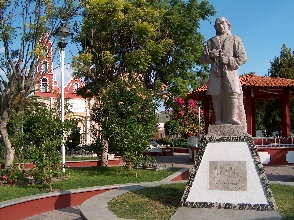
Центр Санта-Катарины